# Emiel
Emiel, Emil of Emile is een Nederlandstalige jongensnaam. De naam zou afgeleid zijn van de Romeinse familie Aemilius. Een variant is Melis.
De voornaam wordt in verband gebracht met het Griekse woord '(h)aimulos', dat 'zacht, vriendelijk' betekent. Een vrouwelijke variant van deze voornaam is Emilia.

## Bekende naamdragers
- Emiel van Dijk, politicus
- Emiel van Eijkeren, voetballer
- Emiel Mellaard, atleet
- Emiel Pijnaker, singer-songwriter, drummer, filmproducent en journalist
- Emile Roemer, politicus
- Emiel Sandtke, acteur
- Emiel Vermeulen, Belgisch wielrenner
- Emiel Verstrynge, Belgisch veldrijder
- Emiel Vliebergh, Belgisch jurist en econoom
- Emiel Wastyn, Belgisch wielrenner
- Emiel de Wild, kinderboekenschrijver